# Pompostolella
Pompostolella är ett släkte av fjärilar. Pompostolella ingår i familjen äkta malar.
Kladogram enligt Catalogue of Life:
| Pompostolella | \| \| Pompostolella aeneoalbida \| \| \| \| \| \| Pompostolella charipepla \| \| \| \| |
|               | \| \| Pompostolella aeneoalbida \| \| \| \| \| \| Pompostolella charipepla \| \| \| \| |
|               | Pompostolella aeneoalbida                                                              |
|               |                                                                                        |
|               | Pompostolella charipepla                                                               |
|               |                                                                                        |